# Дейвістон (Алабама)
Дейвістон (англ. Daviston) — місто (англ. town) в США, в окрузі Таллапуса штату Алабама. Населення — 174 особи (2020).

## Географія
Дейвістон розташований за координатами 33°3′25″ пн. ш. 85°38′4″ зх. д. / 33.05694° пн. ш. 85.63444° зх. д. (33.056839, -85.634329). За даними Бюро перепису населення США в 2010 році місто мало площу 23,74 км², з яких 23,66 км² — суходіл та 0,08 км² — водойми.

## Демографія
Згідно з переписом 2010 року, у місті мешкало 214 осіб у 91 домогосподарстві у складі 60 родин. Густота населення становила 9 осіб/км². Було 110 помешкань (5/км²).
Расовий склад населення:
| - 88,8 % — білих - 10,3 % — чорних або афроамериканців - 0,9 % — азіатів |

До двох чи більше рас належало 0,0 %. Частка іспаномовних становила 1,9 % від усіх жителів.
За віковим діапазоном населення розподілялося таким чином: 17,3 % — особи молодші 18 років, 64,0 % — особи у віці 18—64 років, 18,7 % — особи у віці 65 років та старші. Медіана віку мешканця становила 44,0 року. На 100 осіб жіночої статі у місті припадало 100,0 чоловіків; на 100 жінок у віці від 18 років та старших — 92,4 чоловіків також старших 18 років.
Середній дохід на одне домашнє господарство становив 57 673 долари США (медіана — 47 639), а середній дохід на одну сім'ю — 66 138 доларів (медіана — 52 708). Медіана доходів становила 29 063 долари для чоловіків та 31 875 доларів для жінок. За межею бідності перебувало 12,9 % осіб, у тому числі 39,4 % дітей у віці до 18 років та 9,4 % осіб у віці 65 років та старших.
Цивільне працевлаштоване населення становило 148 осіб. Основні галузі зайнятості: освіта, охорона здоров'я та соціальна допомога — 23,6 %, транспорт — 18,2 %, публічна адміністрація — 10,8 %, будівництво — 9,5 %.